# 小口悦子
小口 悦子（おぐち えつこ、1952年 - ）は、日本の栄養学者。東京家政学院大学准教授。

## 経歴
- 1975年 東京家政学院大学管理栄養士専攻卒業
- 1975年 明治乳業研究所
- 1979年 東京家政学院大学実験助手
- 1981年 東京家政学院大学助手
- 1993年 日本家政学会データベース委員
- 2001年 東京家政学院大学講師
- 2007年 東京家政学院大学准教授

## 学位
栄養士（53908号）、管理栄養士（10069号）

## 専門分野
調理学

## 主な研究課題
- 食品材料と食品の物性・テクスチャーとの関係
- 調理文化の地域性と調理科学
- 欧米・日本のこども向け料理書に関する研究

## 著作
- 健康を考えた調理科学実験（共著，アイ・ケイコーポレーション，2005）
- 調理科学実験（共著，医歯薬出版，2005）

## 主な論文
- The Cookinng Utilization of Potates and Beans（共，IFHE2004，Post－Congress）
- アメリカ・イギリスのこども向け料理書における計量の特徴
- 小麦粉の代替としてアマランサス粉を用いた菓子の食味（共著，日本家政学会，2001）

## 所属学会
日本家政学会

## 参考資料
- 東京家政学院大学ホームページ
- 科学技術振興機構 研究開発支援総合ディレクトリ(ReaD)